# أساهل بوش
أساهل بوش (بالإنجليزية: Asahel Bush)‏ هو ناشر أمريكي، ولد في 4 يونيو 1824 في ويستفيلد في الولايات المتحدة، وتوفي في 23 ديسمبر 1913 في سايلم في الولايات المتحدة.